# Труменсбург (Нью-Йорк)
Труменсбург (англ. Trumansburg) — селище (англ. village) в США, в окрузі Томпкінс штату Нью-Йорк. Населення — 1714 особи (2020).

## Географія
Труменсбург розташований за координатами 42°32′25″ пн. ш. 76°39′49″ зх. д. / 42.54028° пн. ш. 76.66361° зх. д. (42.540306, -76.663584).  За даними Бюро перепису населення США в 2010 році селище мало площу 3,60 км², з яких 3,59 км² — суходіл та 0,01 км² — водойми.

### Клімат
| Клімат : Труменсбург  | Клімат : Труменсбург | Клімат : Труменсбург | Клімат : Труменсбург | Клімат : Труменсбург | Клімат : Труменсбург | Клімат : Труменсбург | Клімат : Труменсбург | Клімат : Труменсбург | Клімат : Труменсбург | Клімат : Труменсбург | Клімат : Труменсбург | Клімат : Труменсбург | Клімат : Труменсбург |
| Показник              | Січ.                 | Лют.                 | Бер.                 | Квіт.                | Трав.                | Черв.                | Лип.                 | Серп.                | Вер.                 | Жовт.                | Лист.                | Груд.                | Рік                  |
| Середній максимум, °C | 0,0                  | 1,7                  | 5,6                  | 13,3                 | 20,0                 | 25,0                 | 27,2                 | 26,7                 | 22,8                 | 15,6                 | 8,9                  | 2,8                  | 14,2                 |
| Середній мінімум, °C  | −8,3                 | −7,8                 | −3,9                 | 2,8                  | 8,3                  | 13,9                 | 16,1                 | 15,0                 | 11,1                 | 5,6                  | 1,1                  | −4,4                 | 4,2                  |
| Норма опадів, мм      | 49                   | 47                   | 64                   | 83                   | 80                   | 96                   | 89                   | 80                   | 102                  | 87                   | 82                   | 61                   | 920                  |
| --------------------- | -------------------- | -------------------- | -------------------- | -------------------- | -------------------- | -------------------- | -------------------- | -------------------- | -------------------- | -------------------- | -------------------- | -------------------- | -------------------- |
| Джерело:              |                      |                      |                      |                      |                      |                      |                      |                      |                      |                      |                      |                      |                      |

## Демографія
Згідно з переписом 2010 року, у селищі мешкало 1797 осіб у 816 домогосподарствах у складі 499 родин. Густота населення становила 499 осіб/км².  Було 883 помешкання (245/км²).
Расовий склад населення:
| - 95,5 % — білих - 1,1 % — чорних або афроамериканців - 0,8 % — азіатів |

До двох чи більше рас належало 2,2 %. Частка іспаномовних становила 2,1 % від усіх жителів.
За віковим діапазоном населення розподілялося таким чином: 20,3 % — особи молодші 18 років, 61,7 % — особи у віці 18—64 років, 18,0 % — особи у віці 65 років та старші. Медіана віку мешканця становила 46,4 року. На 100 осіб жіночої статі у селищі припадало 84,3 чоловіків;  на 100 жінок у віці від 18 років та старших — 77,4 чоловіків також старших 18 років.
Середній дохід на одне домашнє господарство  становив 69 307 доларів США (медіана — 47 955), а середній дохід на одну сім'ю — 89 905 доларів (медіана — 78 967). Медіана доходів становила 66 719 доларів для чоловіків та 45 000 доларів для жінок. За межею бідності перебувало 16,8 % осіб, у тому числі 33,3 % дітей у віці до 18 років та 1,6 % осіб у віці 65 років та старших.
Цивільне працевлаштоване населення становило 745 осіб. Основні галузі зайнятості: освіта, охорона здоров'я та соціальна допомога — 36,1 %, роздрібна торгівля — 14,1 %, виробництво — 12,2 %.